# Cadavres (roman)
Pour les articles homonymes, voir Cadavres.
Cadavres est un roman noir de François Barcelo paru en 1998.

## Résumé
Raymond, le narrateur, est un pauvre type sans emploi qui vit frauduleusement de prestations gouvernementales. Dès les premières pages, il laisse entendre qu'il aurait tué sa mère alors qu'ils étaient tous deux en voiture et qu'il aurait abandonné le corps dans un fossé. Arguant être pris de remords, mais surtout inquiet de se faire pincer par les autorités, il demande l'aide de sa sœur Angèle qu'il n'a pas revue depuis dix ans. Cette dernière est devenue la vedette d'une série télévisée policière intitulée Cadavres. De talent très limité, elle sait imposer ses volontés en toutes circonstances grâce à sa propension marquée à exhiber ses charmes ravageurs, auxquels même son frère n'est pas indifférent. 
Malgré le mauvais temps hivernal, Raymond et Angèle retrouvent un corps dans un fossé et décident de l'enterrer dans la cave. Or, ce n'est pas le cadavre de leur mère, mais celui d'un membre de la mafia locale. 
Et voilà qu'un duo de truands foireux fait irruption chez Raymond, suivi d'un policier rapidement dépassé par les événements et d'un troupeau de cochons perdus dans la nature. Tout s'enchaîne dès lors à une vitesse ahurissante, et les cadavres se multiplient dans la cave humide, cependant que plane sur le récit l'ombre du père inconnu de Raymond et Angèle dont les relations s'enveniment de plus en plus.

## Particularités du roman
- Cadavres est le premier roman policier québécois publié dans la Série noire.

- L'important verglas qui gêne les personnages pendant la seconde moitié du récit évoque la Crise du verglas de janvier 1998[1].

## Réception critique
Selon Claude Mesplède, « très noir, ce récit iconoclaste et jubilatoire devient d'une incroyable loufoquerie et s'achève par une chute étonnante ».

## Éditions françaises
- François Barcelo (auteur), Cadavres, Paris, Gallimard, coll. « Série noire no 2513 », 1998, 213 p. (ISBN 2-07-049848-4, BNF 36990326)
- François Barcelo (auteur), Cadavres, Paris, Gallimard, coll. « Folio policier no 264 », 2002, 264 p. (ISBN 2-07-042405-7, BNF 38841045)

## Adaptation cinématographique
- 2009 : Cadavres, film québécois réalisé par Érik Canuel, d'après le roman éponyme, avec Patrick Huard et Julie Le Breton

## Sources
- Claude Mesplède (dir.), Dictionnaire des littératures policières, vol. 1 : A - I, Nantes, Joseph K, coll. « Temps noir », 2007, 1054 p. (ISBN 978-2-910686-44-4, OCLC 315873251), p. 157 (notice François Barcelo).